# 권중동
권중동(權重東, 1932년 9월 10일~2021년 11월 26일)은 대한민국의 노동운동가 출신 정치인이다. 초대 노동부 장관을 역임했다. 본관은 안동이다.

## 학력
- 1955년: 서울대학교 미술대학 미술교육학과 중등교사양성과정 학사
- 1962년: 인도 아시아노동대학교(ATUC) 노동대학원 사회과학 석사 수료

## 약력
- 1961년: 전국체신노동조합 사무국장
- 1964년: 전국체신노조 위원장
- 1970년: 한국노동조합총연맹 중앙교육원장
- 1976년~1979년: 제9대 국회의원(유신정우회)
- 1979년: 중앙노동위원회 위원장
- 1980년: 노동청장
- 1981년~1982년: 노동부장관
- 1983년: 한국증권업협회 회장
- 1985년~1988년: 제12대 국회의원(민주정의당)
- 1989년: 권중동노동문제연구소 소장

## 역대 선거 결과
|  | 0% |

|  | 35.2% |

|  | 41.73% |

|  | 29.08% |